# Francisco Álvarez Martínez
Francisco Álvarez Martínez (14 tháng 7 năm 1925 - 5 tháng 1 năm 2022) là một Hồng y người Tây Ban Nha của Giáo hội Công giáo Rôma. Ông hiện đảm nhận vai trò Hồng y Đẳng Linh mục Nhà thờ S. Maria Regina Pacis a Monte Verde. Ông từng đảm nhận vai trò Tổng giám mục đô thành Tổng giáo phận Toledo trong 7 năm, từ năm 1995 đến khi hồi hưu năm 2002.
Vốn là một giáo sĩ trong vai trò lãnh đạo giáo hội địa phương, ông từng đảm trách nhiều vai trò tại Tây Ban Nha trước khi tiến đến trở thành Tổng giám mục Toledo như: Giám mục chính tòa Giáo phận Tarazona (1973–1976), Giám mục chính tòa Giáo phận Calahorra y La Calzada–Logroño (1976–1989), Giám mục chính tòa Giáo phận Orihuela–Alicante (1989–1995). Ông được vinh thăng Hồng y ngày 21 tháng 2 năm 2001, bởi Giáo hoàng Gioan Phaolô II.

## Tiểu sử
Hồng y Francisco Álvarez Martínez sinh ngày 14 tháng 7 năm 1925 tại Santa Eulalia de Ferroñes Llanera, Tây Ban Nha. Sau quá trình tu học dài hạn tại các cơ sở chủng viện theo quy định của Giáo luật, ngày 11 tháng 6 năm 1950, Phó tế Martínez, 25 tuổi, tiến đến việc được truyền chức linh mục. Tân linh mục là thành viên linh mục đoàn Tổng giáo phận Oviedo.
Sau 13 năm thi hành các công việc mục vụ với thẩm quyền và cương vị của một linh mục, ngày 13 tháng 4 năm 1973, Tòa Thánh loan tin Giáo hoàng đã quyết định tuyển chọn linh mục Francisco Álvarez Martínez, 48 tuổi, gia nhập Giám mục đoàn Công giáo Hoàn vũ, với vị trí được bổ nhiệm là Giám mục chính tòa Giáo phận Tarazona. Lễ tấn phong cho vị giám mục tân cử nhanh chóng được tổ chức sau đó vào ngày 3 tháng 6 cùng năm, với phần nghi thức chính yếu được cử hành cách trọng thể bởi 3 giáo sĩ cấp cao, gồm chủ phong là Tổng giám mục Luigi Dadaglio, Sứ thần Tòa Thánh tại Tây Ban Nha; hai vị giáo sĩ còn lại, với vai trò phụ phong, gồm có Tổng giám mục Pedro Cantero Cuadrado, Tổng giám mục đô thành Tổng giáo phận Zaragoza và Tổng giám mục José Méndez Asensio, Tổng giám mục đô thành Tổng giáo phận Pamplona (-Tudela). Tân giám mục chọn cho mình khẩu hiệu: OBŒDIENTIA ET PAX.
Sau khoảng thời gian ba năm cai quản Giáo phận Tarazona, Tòa Thánh quyết định thuyên chuyển Giám mục Martínez đến nhiệm sở mới, cụ thể bổ nhiệm giám mục này đến Giáo phận Calahorra y La Calzada–Logroño và đảm đương chức vị tương đương tại giáo phận cũ, giám mục chính tòa. Thông tin bổ nhiệm được công bố cách rộng rãi vào ngày 20 tháng 12 năm 1976 Sau 13 năm cai quản giáo phận mới này, một lần nữa, Tòa Thánh quyết định thuyên chuyển đến Giáo phận Orihuela–Alicante, kiêm nhiệm chức vị giám mục chính tòa, từ ngày 12 tháng 5 năm 1989.
Sau một khoảng thời gian 6 năm sau khi được thuyên chuyển đến nhiệm sở mới, Giám mục Francisco Álvarez Martínez được Tòa Thánh thăng Tổng giám mục, qua việc bổ nhiệm giám mục này làm Tổng giám mục đô thành Tổng giáo phận Toledo. Thông báo về việc bổ nhiệm này được công bố cách rộng rãi vào ngày 23 tháng 6 năm 1995.
Bằng việc tổ chức công nghị Hồng y năm 2001 được cử hành ngày 21 tháng 2, Giáo hoàng Gioan Phaolô II quyết định vinh thăng Tổng giám mục Francisco Álvarez Martínez tước vị danh dự của Giáo hội Công giáo Rôma, tước Hồng y. Tân Hồng y thuộc Đẳng Hồng y Linh mục và Nhà thờ Hiệu tòa được chỉ định là Nhà thờ S. Maria Regina Pacis a Monte Verde. Sau đó, ông đã cử hành các nghi thức nhận nhà thờ hiệu tòa của mình vào ngày 20 tháng 5 năm 2001.
Ngày 24 tháng 10 năm 2002, Tòa Thánh chấp thuận đơn xin hồi hưu của Hồng y Martínez, vì lý do tuổi tác, theo Giáo luật.